# Amsacta punctistriga
Amsacta punctistriga är en fjärilsart som beskrevs av Walker 1855. Amsacta punctistriga ingår i släktet Amsacta och familjen björnspinnare. Inga underarter finns listade i Catalogue of Life.